# هیستاپیرودین
هیستاپیرودین(به انگلیسی: Histapyrrodine) یک آنتی‌هیستامین با خاصیت آنتی‌کولینرژیک است.